# Antepipona sexfasciata
Antepipona sexfasciata är en stekelart som beskrevs av Giordani Soika 1986. Antepipona sexfasciata ingår i släktet Antepipona och familjen Eumenidae. Inga underarter finns listade i Catalogue of Life.